# Dutywa
Dutywa is een plaats met 11.076 inwoners, in de Zuid-Afrikaanse provincie Oost-Kaap.

## Geboren
- Thabo Mbeki (1942), president van Zuid-Afrika (1999-2008)